# Björn Wesström
Björn Wesström (* 11. September 1972 in Upplands Väsby) ist ein schwedischer Fußballtrainer und -funktionär.

## Werdegang
Wesström arbeitete als Talentscout für AIK. Nachdem der bisherige hauptverantwortliche Jugendtrainer Mikael Stahre zum Cheftrainer der Reservemannschaft bzw. zum Co-Trainer der A-Mannschaft befördert worden war, beerbte Wesström ihn in dieser Position. Da die beiden eng miteinander arbeiteten, lotste Stahre 2007 Wesström als seinen Assistenztrainer zu Väsby United. In der Nordstaffel der Division 1 erreichte das Trainerduo mit dem Vorjahresabsteiger als Tabellenzweiter hinter Assyriska Föreningen einen Aufstiegsplatz. In der folgenden Spielzeit gelang mit der Mannschaft als Tabellenneunter der Klassenerhalt in der Superettan.
Wesström und Stahre kehrten daraufhin im November 2008 zu AIK zurück. Während Stahre den Trainerposten in der Allsvenskan übernahm, ernannte der Klub Wesström zum Sportchef. Am Ende der Spielzeit 2009 erreichte der Klub das Double aus schwedischem Meistertitel und Landespokalsieg. Nach einem missglückten Saisonstart mit einem Sieg aus acht Spielen in der anschließenden Spielzeit nahm Stahre am 26. April 2010 ein Angebot des griechischen Klubs Panionios Athen wahr. Wesström übernahm daraufhin das Traineramt des Klubs. Nach zwei Monaten Tätigkeit als Interimstrainer übergab er Ende Juni 2010 den Trainerposten an den Schotten Alex Miller. Seinen Sportchefposten gab er anschließend zugunsten der Rolle als Assistenztrainer auf.
Nach der Demission von Miller nach Saisonende suchte der Klub einen neuen Trainer. Nach der Bekanntgabe der Beförderung des vormaligen Assistenztrainers Andreas Alm zum neuen Cheftrainer kehrte Wesström als Verantwortlicher in die Scoutingabteilung des Klubs zurück. Im Mai 2013 wurde Wesström erneut Sportchef bei AIK. In der Spielzeit 2018 gewann der Klub die Meisterschaft. 2020 rückte er zum Vorstandsvorsitzenden von AIK Fotboll auf, verließ den Klub aber bereits im Folgejahr.